# Adelgidae

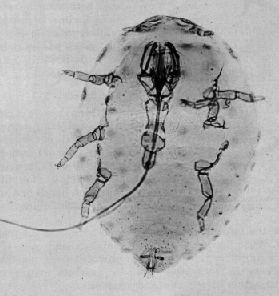
Adelges piceae

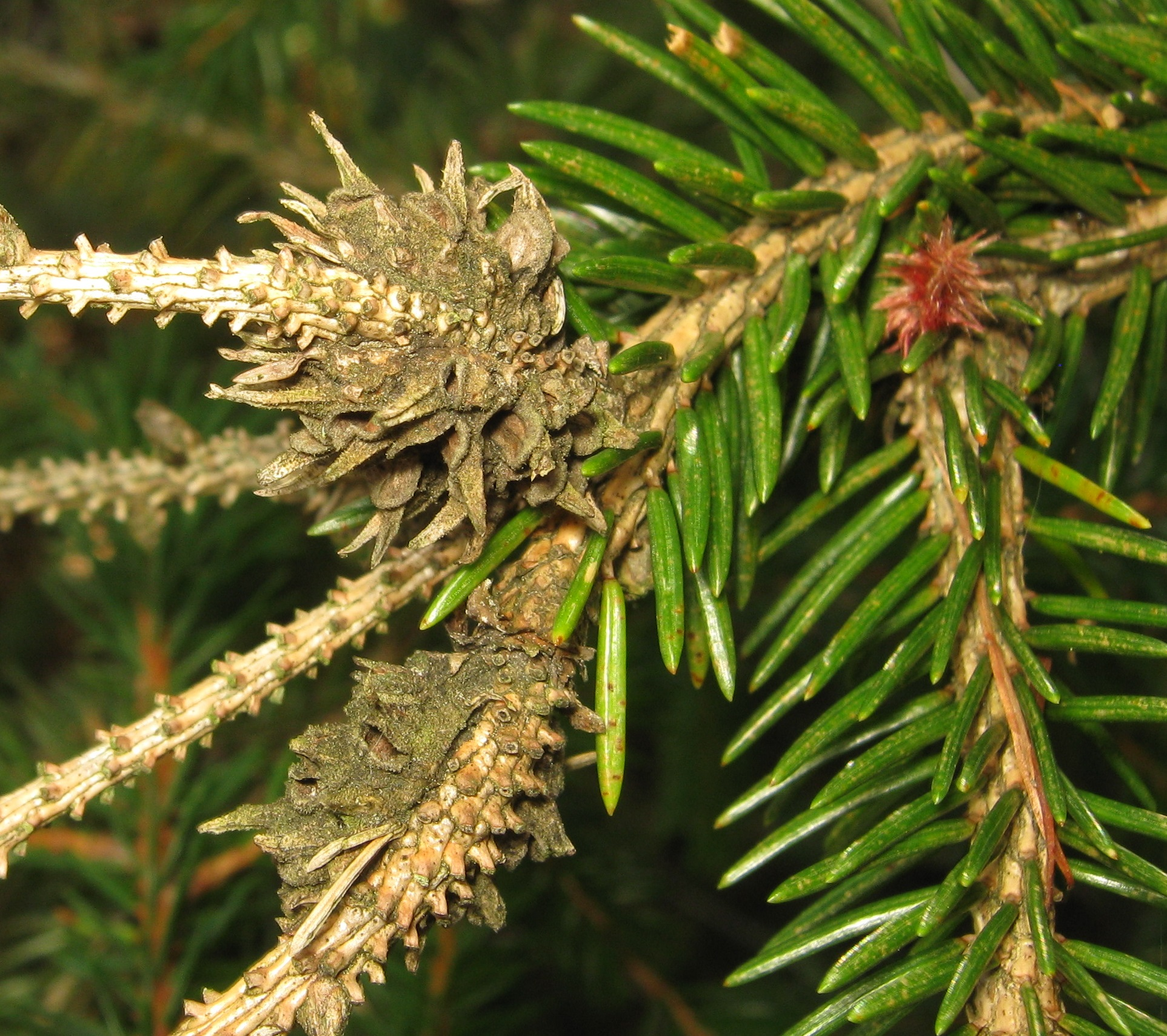
Agallas de Adelges abietis en abeto (Abies)

Adelgidae es una pequeña familia de hemípteros relacionados cercanamente a los áfidos; a veces es incluida en Aphidoidea junto con Phylloxeridae o bien incluida en la superfamilia Phylloxeroidea. Las especies están asociadas con árboles como los pinos, Picea y otras coníferas y se los suele llamar áfidos de los pinos. Esta familia incluye la antigua familia Chermesidae o "Chermidae", nombre ahora inválido por decisión de la Comisión Internacional de Nomenclatura Zoológica en 1955. La discusión continúa hoy en día acerca del número de géneros dentro de la familia y la clasificación es aun inestable e inconsistente entre los diversos autores.
Se conocen alrededor de cincuenta especies de adélgidos, todos del hemisferio norte; si bien algunos han sido introducidos al hemisferio sur donde se han convertido en especies invasoras. A diferencia de los áfidos, los adélgidos no tienen proyecciones caudales, llamadas cornículos.
Los adélgidos solo se reproducen por huevos (ovíparos), no son vivíparos, a diferencia de muchas otras especies de la superfamilia Phylloxeroidea. Están cubiertos por una densa capa cerosa. El ciclo vital completo lleva dos años.
La lluvia puede destruir los huevos y ninfas de adélgidos al ser arrastrados por el agua.

## Géneros
- Adelges Vallot, 1836
- Aphrastasia Börner, 1909
- Cholodkovskya Börner, 1909
- Dreyfusia Börner, 1908
- Eopineus Steffan, 1968
- Gilletteella Börner, 1930
- Pineus Shimer, 1869
- Sacchiphantes Curtis, 1844